# Rin
El riu Rin o Ren és un dels rius més llargs d'Europa. Té una longitud de 1.230 quilòmetres i un cabal mitjà de més de 2.000 m³/s.
Neix al llac de Toma (Grisons) als Alps suïssos, d'on s'allunya fluint essencialment cap al nord, on primer marca la frontera amb Suïssa i Liechtenstein; després es desvia cap a l'oest, forma el llac de Constança i fa frontera amb Alemanya i, més endavant, altra vegada en direcció nord, marca el límit entre aquest darrer estat europeu i França. Posteriorment es manté enterament dins d'Alemanya, on agafa de nou la direcció oest i, finalment, desemboca a la mar del Nord als Països Baixos, on juntament amb el Mosa forma un vast delta. La major part de la conca rau en territori alemany (100.000 dels 185.000 km2).
El nom "Rin" (llatí "Rhenus", alemany "Rhein" i neerlandès "Rijn") possiblement prové (com també els noms Roine, Rönne, o l'antiga denominació Rhaina per al Volga) de l'arrel indogermànica H1reiH per al concepte "fluir". D'aquesta arrel provenen, entre d'altres, paraules com "riu" en català, el verb alemany rinnen (escolar-se), o en el grec antic "rhëin" per fluir.

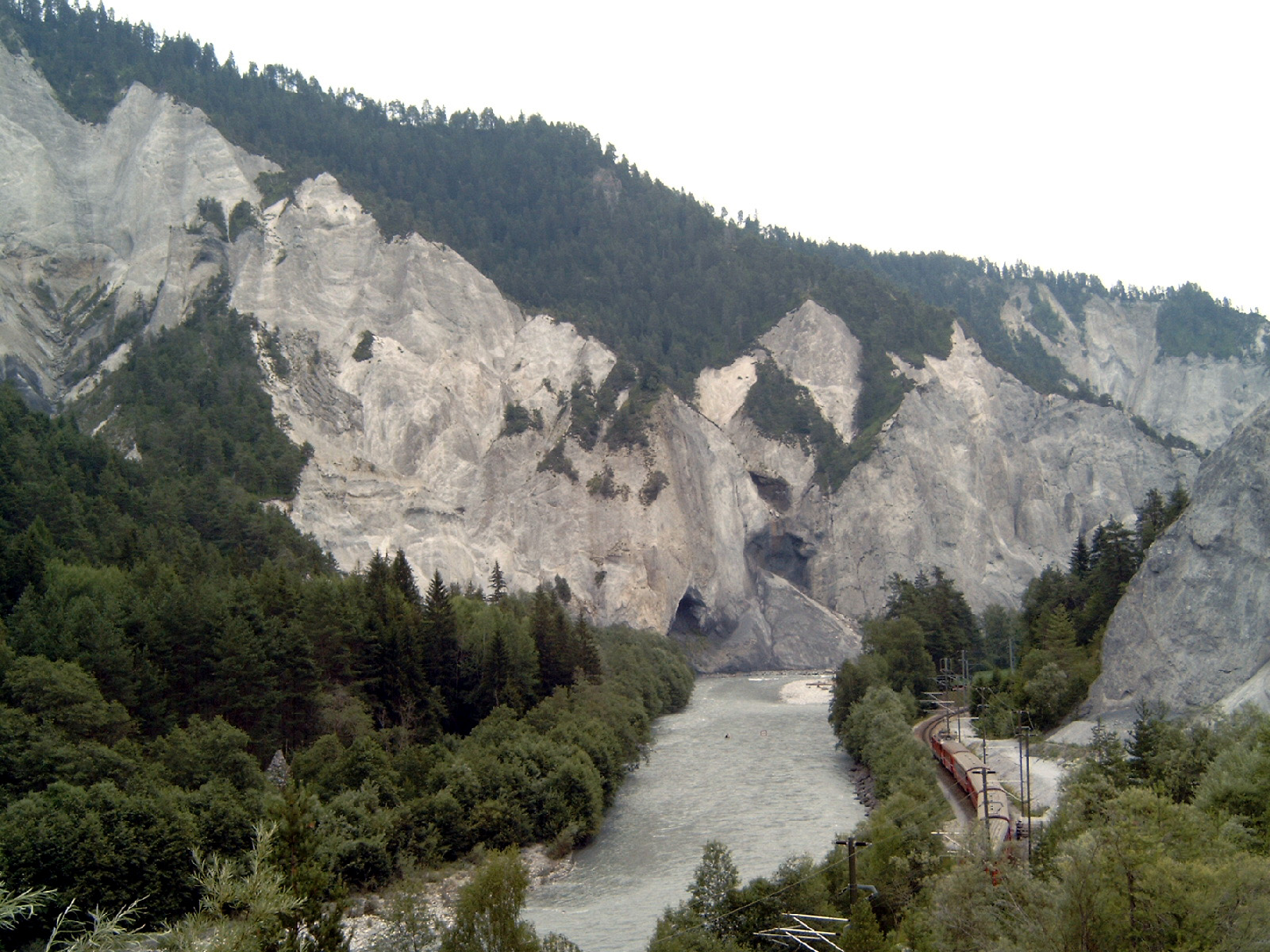
El Rin al cantó dels Grisons (Suïssa)

## Canals
El curs del Rin està marcat per nombrosos canals, que discorrent junt a ell (canal d'Alsàcia) o bé que el comuniquen a altres rius: canal Saint-Symphorien (amb el Roine-Saona) o el Rin-Main-Danubi.

### Gran Canal d'Alsàcia

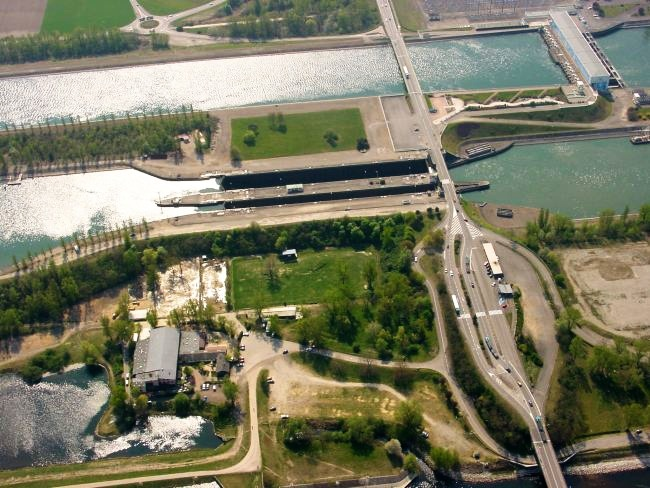
Gran Canal d'Alsàcia

La construcció del Gran Canal d'Alsàcia, al costat francès, a partir de 1920, va permetre que França edifiqués dins el seu territori una sèrie de centrals hidroelèctriques i preses, que van fer que el nivell del riu baixés. Com a conseqüència d'allò, l'any 1935 el salmó havia desaparegut totalment, i el riu es va convertir en el més contaminat del continent.
Gràcies a la tasca coordinada dels estats de les ribes del Rin, el riu ha recobrat actualment part de la seva puresa i el salmó ha reaparegut a les seves aigües.

### Canal Rin-Main-Danubi
Aquest canal recorre la meitat meridional d'Alemanya amb una longitud de 677 kilòmetres. Aquest enllaç fluvial, iniciat després de la Primera Guerra Mundial i acabat l'any 1993, s'estén per l'estat de Baviera des d'Aschaffenburg (extrem nord-oest) fins a les proximitats de Passau, prop de la frontera amb Àustria. Passa per les vall del Main, Regnitz, Altmühl i permet la navegació des del mar del Nord al mar Negre.

## Règim hidrogràfic

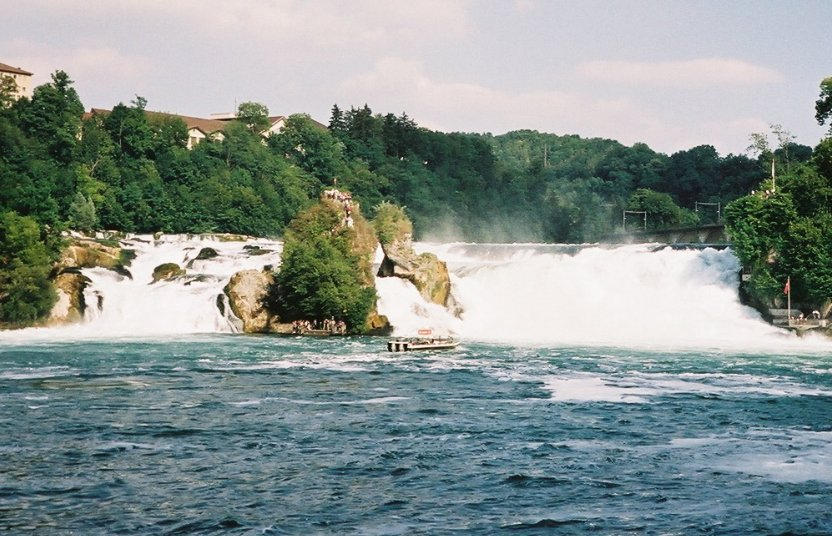
Cascada de Schaffhausen

El règim hidrològic del Rin és harmoniós, tots els seus afluents fan aportacions complementàries: Aar (610 m³/s), Ill (58 m³/s), Neckar (145 m³/s), Main (190 m³/s), Mosel·la (400 m³/s), Lippe (100 m³/s), Ruhr (80 m³/s).
El seu règim del llac de Constança és nival i té una tendència a reduir la seva vitalitat. Després la cascada de Schaffhausen, que rep abundants aigües i està marcat per l'empremta de les glaceres. El Rin porta 410 m³/s i l'Aar 610 m³/s, i arriben fins a Basilea amb un cabal de 1.030 m³/s amb un màxim al juny i un mínim al gener. El Rin flueix amb aproximadament la meitat del seu cabal al 20% de la seva conca.
A Estrasburg, que rep les aigües de l'Ill, que ofereix uns 58 m³/s, atenua en un cert grau el seu règim nival. Va perdent aquest tipus de règim, ja que progressivament va rebent afluents de règim pluvial amb un elevat contingut d'aigua de l'hivern. Les contribucions del Neckar i el Main tendeixen a regular el seu flux. Però és a Coblença que el Rin perd el seu règim nival i passa a tenir un règim pluvial-nival, amb un moment d'aportació màxima amb la contribució del Mosel·la (400 m³/s), i el màxim propi del període hivernal. A partir de Coblença, el seu màxim a l'hivern (al febrer és de 2.540 m³/s) és superior al de l'estiu (al juny és de 2.090 m³/s), assolint el mínim a l'octubre (1.480 m³/s). El seu cabal mitjà de 2.000 m³/s. Posteriorment, rep poc dels principals afluents, deixant a part les aportacions del Lippe, i de la conca del Ruhr, que contribueixen ja a Lobith (Gelderland) a fer que el cabal arribi als 2.300 m³/s.
Dèbit mitjà mensual (en m³/s) mesurat a l'estació hidrològica de Ress. Altitud: 2 m- conca versant: 185.000 km² - calculat sobre el període 1930-1997.

## Economia

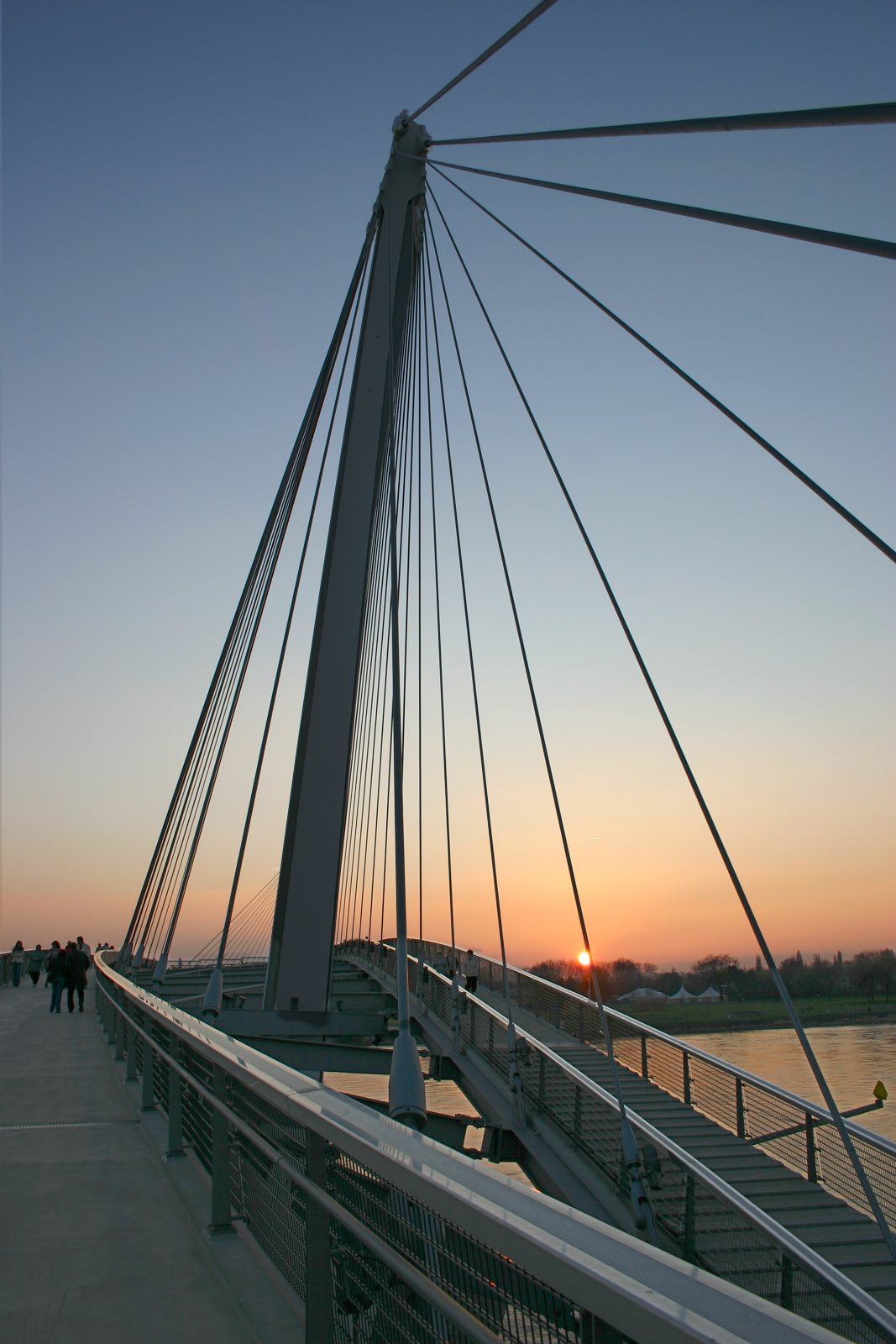
La passarel·la Mimram, al Jardin des deux rives, entre Estrasburg i Kehl

La conca del riu Rin és una de les més densament poblades i intensament industrialitzades del món. És l'artèria fluvial més important del món per la densitat del seu trànsit de navegació.
Des de la 'Convenció de Mannheim de l'any 1868, el Rin és considerat com una regió "d'aigües internacionals" des de l'últim pont de Basilea fins al mar del Nord, assegurant a Suïssa un accés lliure al mar. La seu de la Comissió Central per a la Navegació del Rin (CCNR) està situada a Estrasburg. Fundada el 1815 durant el Congrés de Viena és l'organització internacional més antiga.

## El Rin al llarg de la història

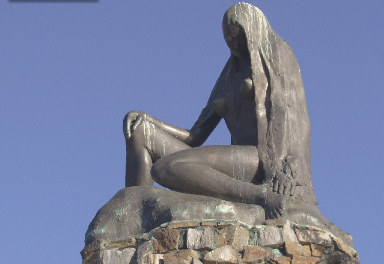
Loreley, una sirena de la mitologia germànica, de gran bellesa i amb una deliciosa manera de cantar, que se col·locava en una roca sobre el Rin i amb el seu cant seduïa als navegants. Escultura que s'aixeca a la vora del riu en Renània.

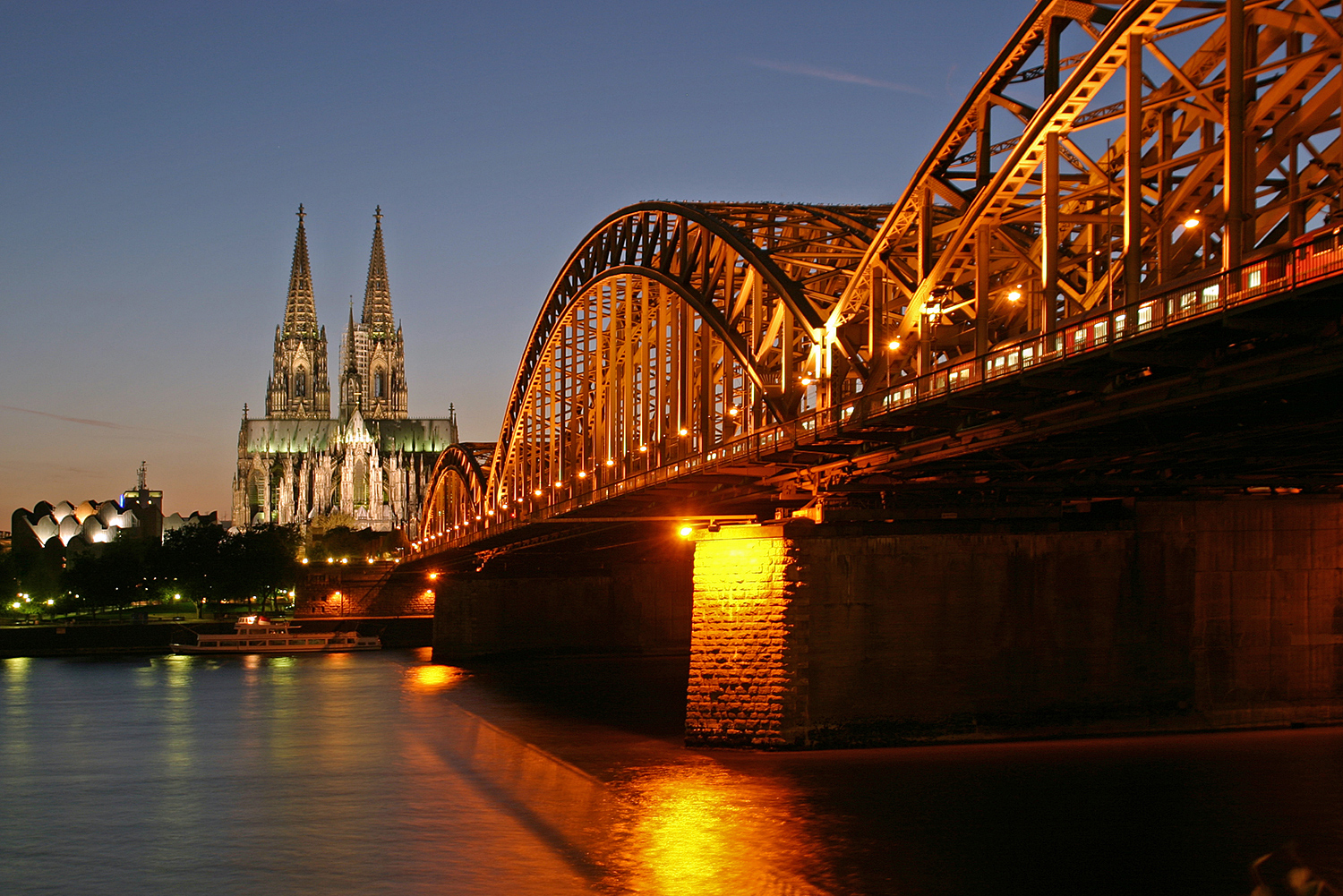
El Rin al seu pas per Colònia

La característica de frontera nacional del Rin és relativament recent, amb excepció del període durant el qual l'Imperi Romà el va transformar en la seva barrera septentrional contra els bàrbars; era una frontera (limes) plena de fortificacions, amb nuclis com Colònia o Estrasburg. Entre la caiguda de l'Imperi romà i la conquesta d'Alsàcia per part de Lluís XIV, el Rin va formar part exclusivament del món germànic, que el denominava Vater Rhein (Pare Rin).
En qualsevol cas, el Rin està estretament lligat amb esdeveniments històrics. Alguns fets destacats són, per exemple:
- La batalla del bosc de Teutoburg (any 9) en el qual les tropes romanes al nord del Rin (tres legions) van ser aniquilades pels queruscos, de manera que August va decidir establir el Rin com a frontera nord de l'imperi i renunciar a qualsevol expansió cap a Germània.

- En una nit de desembre del 406, el sueus, alans i vàndals varen travessar el Rin que estava gelat al seu pas per Magúncia, i envaïren la Gàl·lia destruint el que pogueren al seu pas i escampant-se per l'imperi romà occidental.

- En 1806, Napoleó I establí la Confederació del Rin, després d'haver conquerit gairebé tota la Renània.

- El Rin ha estat històricament una font de problemes fronterers entre França i Alemanya. Per exemple, el 1840 la crisi del Rin va evolucionar a causa del fet que el primer ministre francès Thiers va començar a parlar de la frontera del Rin. La cançó nacionalista Die Wachter am Rhein (La guàrdia al costat del Rin) va ser composta en aquella època i durant la guerra francoprussiana es va elevar a la categoria d'himne nacional d'Alemanya. La cançó exalta a la defensa del Rin contra França i va seguir sent popular durant la Primera Guerra Mundial.

- Després de la fi de la Primera Guerra Mundial, el tractat de Versalles va especificar la desmilitarització indefinida de la Renània. Es tractava dels territoris situats entre la frontera francesa i el Rin, més una franja de 50 quilòmetres a l'est del Rin. Es pronuncià mitjançant plebiscit a favor de la reintegració. Renània quedaria més ocupada per tropes aliades durant 15 anys, fins al 1935 (després del tractat de Locarno, les tropes aliades es retiraria de Renània el 1930). Aquesta clàusula va crear molta amargor a Alemanya i es considera una de les causes que impulsaren la Segona Guerra Mundial. La reocupació i militarització de Renània per part de l'Alemanya nazi (1936) va incrementar la popularitat d'Adolf Hitler a Alemanya.

- El pont sobre el Rin a Arnhem (Països Baixos), immortalitzat en la pel·lícula de Richard Attenborough A Bridge Too Far ("Un pont llunyà"), va ser l'escenari central de la batalla d'Arnhem durant la fallida Operació Horta el setembre de 1944.

- El pont sobre el Rin de Remagen es va fer famós també durant la Segona Guerra Mundial, quan la Wehrmacht no va poder demolir el pont a temps, permetent de manera sorprenent que les tropes aliades establissin un cap de pont en territori alemany.

- A Colònia es pot veure uns dels ponts més bonics d'Europa, decorat amb milers de flors que és un dels orgulls d'aquesta ciutat. Aquest pont va ser construït per Stefan Schlütter.

## Afluents
|        |        |                     |                     |                     |                     |                     |                   |               |             |              |                                 |
| Branca | Branca | Nom afluent         | Nom afluent         | Nom afluent         | Nom afluent         | Nom afluent         | Desembocadura     | Longitud (km) | Conca (km²) | Cabal (m³/s) | País per on flueix              |
| -      | D      | Ill                 | Ill                 | Ill                 | Ill                 | Ill                 | Rin               | 72            |             |              | Àustria                         |
| -      | D      | Bregenzer Ache      | Bregenzer Ache      | Bregenzer Ache      | Bregenzer Ache      | Bregenzer Ache      | Llac de Constança | 80            |             |              | Àustria                         |
| -      | D      | Argen               | Argen               | Argen               | Argen               | Argen               | Llac de Constança | 78            |             | 19,5         | Alemanya                        |
| -      | D      | Schussen            | Schussen            | Schussen            | Schussen            | Schussen            | Llac de Constança | 62            |             | 10,9         | Alemanya                        |
| E      | -      | Thur                | Thur                | Thur                | Thur                | Thur                | Rin               | 134,6         | 1.696       | 45,5         | Suïssa                          |
| -      | D      | Wutach              | Wutach              | Wutach              | Wutach              | Wutach              | Rin               | 90,2          | 1.123       | 9,57         | Alemanya i Suïssa               |
| E      | -      | Aar                 | Aar                 | Aar                 | Aar                 | Aar                 | Rin               | 288,24        | 17.620      | 590          | Suïssa                          |
| -      | -      | -                   | Sarine              | Sarine              | Sarine              | Sarine              | Aar               | 126           | 1.892       | 20           | Suïssa                          |
| -      | -      | -                   | Emme                | Emme                | Emme                | Emme                | Aar               | 81,9          | 983         | 19,8         | Suïssa                          |
| -      | -      | -                   | Reuss               | Reuss               | Reuss               | Reuss               | Aar               | 164,4         | 3.425       | 140          | Suïssa                          |
| -      | -      | -                   | Limago              | Limago              | Limago              | Limago              | Aar               | 140           | 2.416       | 85,9         | Suïssa                          |
| -      | -      |                     | -                   | Sihl                | Sihl                | Sihl                | Riu Limago        | 73            | 314         | 5,19         | Suïssa                          |
| E      | -      | Birs                | Birs                | Birs                | Birs                | Birs                | Rin               | 73            | 924         |              | Suïssa                          |
| -      | D      | Elz                 | Elz                 | Elz                 | Elz                 | Elz                 | Rin               | 90            |             | 21,5         | Alemanya                        |
| -      | D      | Kinzig              | Kinzig              | Kinzig              | Kinzig              | Kinzig              | Rin               | 95            |             | 22,9         | Alemanya                        |
| E      | -      | Ill                 | Ill                 | Ill                 | Ill                 | Ill                 | Rin               | 208           | 4.760       | 45           | França                          |
| -      | -      | -                   | Largue              | Largue              | Largue              | Largue              | Ill               | 75            | 277         | 2,97         | França                          |
| -      | -      | -                   | Bruche              | Bruche              | Bruche              | Bruche              | Ill               | 76,8          | 727         | 7,9          | França                          |
| E      | -      | Moder               | Moder               | Moder               | Moder               | Moder               | Rin               | 93            | 1.720       | 16,6         | França                          |
| -      | -      | -                   | Zorn                | Zorn                | Zorn                | Zorn                | Moder             | 102           | 757         | 7,41         | França                          |
| E      | -      | Sauer               | Sauer               | Sauer               | Sauer               | Sauer               | Rin               | 70            | 806         | 6,07         | França                          |
| -      | D      | Murg                | Murg                | Murg                | Murg                | Murg                | Rin               | 79            | 617         |              | Alemanya                        |
| -      | D      | Pfinz               | Pfinz               | Pfinz               | Pfinz               | Pfinz               | Rin               | 60            |             | 2,06         | Alemanya                        |
| E      | -      | Speyerbach          | Speyerbach          | Speyerbach          | Speyerbach          | Speyerbach          | Rin               | 60            | 596         | 2,27         | Alemanya                        |
| -      | D      | Neckar              | Neckar              | Neckar              | Neckar              | Neckar              | Rin               | 367           | 14.000      | 145          | Alemanya                        |
| -      | -      | -                   | Fils                | Fils                | Fils                | Fils                | Neckar            | 63            | 704         | 10,1         | Alemanya                        |
| -      | -      | -                   | Rems                | Rems                | Rems                | Rems                | Neckar            | 78            | 567         | 6,98         | Alemanya                        |
| -      | -      | -                   | Enz                 | Enz                 | Enz                 | Enz                 | Neckar            | 105,3         | 2.228       | 23,03        | Alemanya                        |
| -      | -      |                     | -                   | Nagold              | Nagold              | Nagold              | Enz               | 92            |             | 7,82         | Alemanya                        |
| -      | -      | -                   | Kocher              | Kocher              | Kocher              | Kocher              | Neckar            | 182           | 1.932       | 7,81         | Alemanya                        |
| -      | -      | -                   | Jagst               | Jagst               | Jagst               | Jagst               | Neckar            | 189           | 1.830       | 18,60        | Alemanya                        |
| -      | -      | -                   | Eyach               | Eyach               | Eyach               | Eyach               | Neckar            | 50            | 349         | 3,41         | Alemanya                        |
| -      | D      | Main                | Main                | Main                | Main                | Main                | Rin               | 524           | 27.292      | 225          | Alemanya                        |
| -      | -      | -                   | Itz                 | Itz                 | Itz                 | Itz                 | Meno              | 80            | 1.029       | 9,29         | Alemanya                        |
| -      | -      | -                   | Wern                | Wern                | Wern                | Wern                | Meno              | 63,46         | 602         |              | Alemanya                        |
| -      | -      | -                   | Saale francònic     | Saale francònic     | Saale francònic     | Saale francònic     | Meno              | 135           | 2.765       | 175          | Alemanya                        |
| -      | -      | -                   | Tauber              | Tauber              | Tauber              | Tauber              | Meno              | 130,63        | 1.810       | 9,29         | Alemanya                        |
| -      | -      | -                   | Kinzig              | Kinzig              | Kinzig              | Kinzig              | Meno              | 86            | 1.058       | 10,84        | Alemanya                        |
| -      | -      | -                   | Nidda               | Nidda               | Nidda               | Nidda               | Meno              | 89,7          | 1.942       | 13,06        | Alemanya                        |
| -      | -      |                     | -                   | Wetter              | Wetter              | Wetter              | Nidda             | 68,8          | 517         | 29,93        | Alemanya                        |
| -      | -      |                     | -                   | Nidder              | Nidder              | Nidder              | Nidda             | 68,6          | 436         | 38,75        | Alemanya                        |
| E      | -      | Selz                | Selz                | Selz                | Selz                | Selz                | Rin               | 63            | 389         | 0,77         | Alemanya                        |
| E      | -      | Nahe                | Nahe                | Nahe                | Nahe                | Nahe                | Rin               | 125           | 4.067       | 30,3         | Alemanya                        |
| -      | -      | -                   | Glan                | Glan                | Glan                | Glan                | Nahe              | 89,7          | 1.222       |              | Alemanya                        |
| -      | D      | Lahn                | Lahn                | Lahn                | Lahn                | Lahn                | Rin               | 245,6         | 5.924       | 49,5         | Alemanya                        |
| -      | -      | -                   | Ohm                 | Ohm                 | Ohm                 | Ohm                 | Lahn              | 59,8          | 984         | 7,95         | Alemanya                        |
| E      | -      | Mosel·la            | Mosel·la            | Mosel·la            | Mosel·la            | Mosel·la            | Rin               | 544           | 28.286      | 428          | França, Luxemburg i Alemanya    |
| -      | -      | -                   | Meurthe             | Meurthe             | Meurthe             | Meurthe             | Mosel·la          | 161           | 3.085       | 20           | França                          |
| -      | -      |                     | -                   | Mortagne            | Mortagne            | Mortagne            | Meurthe           | 75            | 582         | 6,72         | França                          |
| -      | -      |                     | -                   | Vezouze             | Vezouze             | Vezouze             | Meurthe           | 75            | 563         | 6,82         | França                          |
| -      | -      | -                   | Seille              | Seille              | Seille              | Seille              | Mosel·la          | 138           | 1.348       | 10           | França                          |
| -      | -      | -                   | Saar                | Saar                | Saar                | Saar                | Mosel·la          | 227           | 7.431       | 75           | França i Alemanya               |
| -      | -      |                     | -                   | Blies               | Blies               | Blies               | Saar              | 99,5          | 1.960       | 19,2         | Alemanya i França               |
| -      | -      |                     | -                   | Prims               | Prims               | Prims               | Saar              | 91            |             | 11           | Alemanya                        |
| -      | -      |                     | -                   | Nied                | Nied                | Nied                | Saar              | 114           | 1.370       | 13           | Alemanya i França               |
| -      | -      | -                   | Madon               | Madon               | Madon               | Madon               | Mosel·la          | 98            | 1.032       | 11,1         | França                          |
| -      | -      | -                   | Orne                | Orne                | Orne                | Orne                | Mosel·la          | 80            | 1.268       | 12           | França                          |
| -      | -      | -                   | Sauer               | Sauer               | Sauer               | Sauer               | Mosel·la          | 173           | 4.259       | 34           | Bèlgica, Luxemburg i Alemanya   |
| -      | -      |                     | -                   | Alzette             | Alzette             | Alzette             | Sauer             | 73            | 1.172       | 11           | França i Luxemburg              |
| -      | -      |                     | -                   | Our                 | Our                 | Our                 | Sauer             | 78            | 187         | 10           | Bèlgica, Luxemburg i Alemanya   |
| -      | -      |                     | -                   | Prüm                | Prüm                | Prüm                | Sauer             | 85            | 573         |              | Alemanya                        |
| -      | -      |                     |                     | -                   | Nims                | Nims                | Prüm              | 59            | 264         |              | Alemanya                        |
| -      | -      | -                   | Kyll                | Kyll                | Kyll                | Kyll                | Mosel·la          | 142           | 834         |              | Alemanya                        |
| -      | -      | -                   | Lieser              | Lieser              | Lieser              | Lieser              | Mosel·la          | 73,6          | 402         |              | Alemanya                        |
| -      | -      | -                   | Salm                | Salm                | Salm                | Salm                | Mosel·la          | 63,4          | 298         |              | Alemanya                        |
| -      | -      | -                   | Elz                 | Elz                 | Elz                 | Elz                 | Mosel·la          | 58,9          | 221         |              | Alemanya                        |
| -      | D      | Wied                | Wied                | Wied                | Wied                | Wied                | Rin               | 102           | 771         |              | Alemanya                        |
| E      | -      | Ahr                 | Ahr                 | Ahr                 | Ahr                 | Ahr                 | Rin               | 89            | 900         |              | Alemanya                        |
| -      | D      | Sieg                | Sieg                | Sieg                | Sieg                | Sieg                | Rin               | 155,2         | 2.832       | 56,6         | Alemanya                        |
| -      | -      | -                   | Nister              | Nister              | Nister              | Nister              | Sieg              | 64            | 246         |              | Alemanya                        |
| -      | -      | -                   | Agger               | Agger               | Agger               | Agger               | Sieg              | 69,5          | 816         |              | Alemanya                        |
| -      | D      | Wupper              | Wupper              | Wupper              | Wupper              | Wupper              | Rin               | 116,5         | 827         | 15,4         | Alemanya                        |
| E      | -      | Erft                | Erft                | Erft                | Erft                | Erft                | Rin               | 106,6         | 1.838       |              | Alemanya                        |
| -      | D      | Ruhr                | Ruhr                | Ruhr                | Ruhr                | Ruhr                | Rin               | 219,3         | 4.485       | 76,3         | Alemanya                        |
| -      | -      | -                   | Möhne               | Möhne               | Möhne               | Möhne               | Ruhr              | 65,1          | 469         |              | Alemanya                        |
| -      | -      | -                   | Lenne               | Lenne               | Lenne               | Lenne               | Ruhr              | 129,1         | 1.352       | 30,3         | Alemanya                        |
| -      | D      | Emscher             | Emscher             | Emscher             | Emscher             | Emscher             | Rin               | 83,1          | 775         | 16           | Alemanya                        |
| -      | D      | Lippe               | Lippe               | Lippe               | Lippe               | Lippe               | Rin               | 220,1         | 4.888       | 46           | Alemanya                        |
| -      | -      | -                   | Alme                | Alme                | Alme                | Alme                | Lippe             | 59,1          | 763         | 4,6          | Alemanya                        |
| E      | -      | Mosa (fins al 1904) | Mosa (fins al 1904) | Mosa (fins al 1904) | Mosa (fins al 1904) | Mosa (fins al 1904) | Rin               | 925           | 34.548      | 400          | França, Bèlgica i Països Baixos |
| -      | D      | IJssel (Delta)      | IJssel (Delta)      | IJssel (Delta)      | IJssel (Delta)      | IJssel (Delta)      | Rin               | 123           |             | 280          | Països Baixos                   |
| -      | -      | -                   | Berkel              | Berkel              | Berkel              | Berkel              | IJssel            | 114,6         |             |              | Alemanya i Països Baixos        |
| -      | -      | -                   | Schipbeek           | Schipbeek           | Schipbeek           | Schipbeek           | IJssel            | 85,3          |             |              | Alemanya i Països Baixos        |